# 크라스키노
크라스키노(러시아어: Краскино)는 러시아 하산스키 군에 있는 마을이다. 포시예트 만에 접해 있다. 2002년 조사에서 인구는 3,451명이었며 남자는 49,9%, 여자는 50,1%이었다. 슬라뱐카에서 52킬로미터 떨어져 있다.

## 역사
이 지역은 발해 때의 염주성이었던 크라스키노 토성이 위치해 있었다. 그리고 크라스키노 토성의 주거지 터 최하층에서 목탄을 채취, 서울대 기초과학기기원 정전가속연구센터에 의뢰해 가속기질량분석(AMS)으로 측정한 결과, 이 지역의 '문화층'(당대 문화의 흔적이 있는 지층)의 연대가 530년으로 나타났다.  그러므로 본래는 고구려의 영토였다. 예전에는 '연추'지역이라고 불렸다.